# 横寺町
横寺町（よこてらまち）は、東京都新宿区の町名。「丁目」の設定のない単独町名である。住居表示未実施。

## 地理
新宿区の北東部に位置する。牛込地域に属し、旧町名の名残で牛込の名を冠して牛込横寺町とも呼ばれる。町域北部は神楽坂に接する。北東部は、岩戸町に接する。南東部は、箪笥町に接する。南部は、北山伏町に接する。西部は、矢来町に接する。主に住宅地として利用されている。

## 世帯数と人口
2025年（令和7年）3月1日現在（新宿区発表）の世帯数と人口は以下の通りである。
- 世帯数 : 620世帯
- 人口 : 961人

### 人口の変遷
国勢調査による人口の推移。
| 年                 | 人口  |
| ------------------ | ----- |
| 1995年（平成7年）  | 928   |
| 2000年（平成12年） | 918   |
| 2005年（平成17年） | 889   |
| 2010年（平成22年） | 876   |
| 2015年（平成27年） | 801   |
| 2020年（令和2年）  | 1,046 |

### 世帯数の変遷
国勢調査による世帯数の推移。
| 年                 | 世帯数 |
| ------------------ | ------ |
| 1995年（平成7年）  | 489    |
| 2000年（平成12年） | 529    |
| 2005年（平成17年） | 558    |
| 2010年（平成22年） | 560    |
| 2015年（平成27年） | 527    |
| 2020年（令和2年）  | 718    |

## 学区
区立小・中学校に通う場合、学区は以下の通りとなる（2018年8月時点）。
- 区域 : 全域
  - 小学校 : 新宿区立愛日小学校
  - 中学校 : 新宿区立牛込第三中学校

## 事業所
2021年（令和3年）現在の経済センサス調査による事業所数と従業員数は以下の通りである。
- 事業所数 : 45事業所
- 従業員数 : 589人

### 事業者数の変遷
経済センサスによる事業所数の推移。
| 年                 | 事業者数 |
| ------------------ | -------- |
| 2016年（平成28年） | 31       |
| 2021年（令和3年）  | 45       |

### 従業員数の変遷
経済センサスによる従業員数の推移。
| 年                 | 従業員数 |
| ------------------ | -------- |
| 2016年（平成28年） | 559      |
| 2021年（令和3年）  | 589      |

## 施設
- 旺文社 本社
- 竜門寺
- 圓福寺
- 長源寺

## 出身・ゆかりのある人物
- 尾崎紅葉（小説家） - 自宅が横寺町にあった[15]。
- 乙骨三郎（作詞家、音楽学者、東京音楽学校教授）
- 乙骨太郎乙（翻訳家、英学者、沼津兵学校教授）

## その他

### 日本郵便
- 郵便番号 : 162-0831[3]（集配局 : 牛込郵便局[16]）。